# Langues djebel orientales
Les langues djebel orientales (ou langues jebel) sont un groupe de langues nilo-sahariennes, parlées dans l'État du Nil Bleu, au Soudan.

## Liste des langues
Selon Rilly (2010), les langues djebel orientales sont :
- le gaam (ingessana, ingassana, tabi), trois dialectes : kukur, soda et bau
- l’aka (shillok)
- le kelo (tornasi)
- le molo (malkan)